# Boris Soebbotin
Boris Konstantinovitsj Soebbotin (Russisch: Борис Константинович Субботин), 6 juni 1949) was een voormalig basketbalspeler die uitkwam voor verschillende teams in de Sovjet-Unie waaronder CSKA Moskou. Hij werd Meester in de sport van de Sovjet-Unie, Internationale Klasse.

## Carrière
Soebbotin was een twee meter vier lange Center. Soebbotin begon in 1966 bij Lokomotiv Alma-Ata. In 1970 ging hij spelen voor CSKA Moskou. Met CSKA werd Soebbotin twee keer landskampioen van de Sovjet-Unie in 1971 en 1972. Ook werd Soebbotin met CSKA Bekerwinnaar van de Sovjet-Unie in 1972. In 1971 won Soebbotin met CSKA de EuroLeague door Ignis Varese uit Italië met 67-53 te verslaan. In 1973 ging Soebbotin spelen voor de Groep van Sovjetstrijdkrachten in Hongarije, YUGV. In 1974 stapte hij over naar SKA Riga. In 1975 keerde hij terug naar Hongarije en ging spelen voor Kecskeméti TE. In 1980 stopte Soebbotin met basketbalspelen.

## Erelijst
- Landskampioen Sovjet-Unie: 2
  - Winnaar: 1971, 1972
- Bekerwinnaar Sovjet-Unie: 1
  - Winnaar: 1972
- EuroLeague: 1
  - Winnaar: 1971